# NGC 1832
NGC 1832 je galaksija u zviježđu Zecu.

## Vanjske poveznice
- SEDS: NGC 1832